# St. Niklaus (Valais)
St. Niklaus, Sankt Niklaus (gsw. Zaniglas, fr. Saint-Nicolas) – miejscowość i gmina (Politische Gemeinde) w południowej Szwajcarii, w kantonie Valais, w okręgu (Bezirk) Visp. Leży nad rzeką Mattervispa. 

## Demografia
W St. Niklaus mieszka 2238 osób. W 2021 roku 12,1% populacji gminy stanowiły osoby urodzone poza Szwajcarią. 

## Transport
Przez teren gminy przebiega droga główna nr 213. 